# شهرداری دوگوپیلس
شهرداری دوگوپیلس (به لاتین: Daugavpils Municipality) یک شهرداری در لتونی است. شهرداری دوگوپیلس ۲۸٬۷۳۳ نفر جمعیت دارد.